# Xiejiaya (sockenhuvudort i Kina, Hunan Sheng, lat 28,98, long 110,67)
Xiejiaya är en sockenhuvudort i Kina. Den ligger i provinsen Hunan, i den södra delen av landet, omkring 240 kilometer väster om provinshuvudstaden Changsha. Antalet invånare är 5 879. Befolkningen består av 2 918 kvinnor och 2 961 män. Barn under 15 år utgör 15,0 %, vuxna 15-64 år 65 %, och äldre över 65 år 18,0 %.
Runt Xiejiaya är det ganska tätbefolkat, med 100 invånare per kvadratkilometer. Närmaste större samhälle är Yuanguping, 6,7 km nordost om Xiejiaya. I omgivningarna runt Xiejiaya växer i huvudsak blandskog.
Genomsnittlig årsnederbörd är 1 952 millimeter. Den regnigaste månaden är maj, med i genomsnitt 364 mm nederbörd, och den torraste är december, med 36 mm nederbörd.